# Asplenium kjellbergii
Asplenium kjellbergii är en svartbräkenväxtart som beskrevs av Carl Frederik Albert Christensen. Asplenium kjellbergii ingår i släktet Asplenium och familjen Aspleniaceae. Inga underarter finns listade.